# In the Zone (DVD)
In the Zone è il quinto DVD musicale della popstar statunitense Britney Spears, pubblicato il 6 aprile 2004.

## Descrizione
Il DVD contiene alcune esibizioni delle canzoni contenute nel quarto album di inediti della cantante, In the Zone, backstage dei video dei singoli del nuovo album e una galleria fotografica.
Al DVD era allegato un CD bonus, con alcuni remix e canzoni mai pubblicate prima.
Negli Stati Uniti, il DVD è stato il DVD più comprato per una settimana ed è stato certificato platino.

## Contenuti
- Audio: Inglese (Dolby Digital 2.0 Surround)

Esibizioni dal vivo
- Britney Spears' In the Zone ABC; speciale televisivo che include esibizioni di:
  - "Toxic"
  - "Breathe on Me"
  - Medley: "Boys"/"I'm a Slave 4 U
  - "(I Got That) Boom Boom" (featuring Ying Yang Twins)
  - "Everytime"
  - "...Baby One More Time" [Cabaret Version]
  - "Me Against the Music"
- MTV Spankin' New Music Week con:
  - (I Got That) Boom Boom (featuring Ying Yang Twins)
  - Me Against the Music
  - The Kiss, con il bacio tra Britney e Madonna

Video musicali e altro
- Me Against the Music (featuring Madonna)
- Toxic (Making Of The Music Video)
- Toxic (Video)

Contenuti Bonus
- In the Personal Zone
- Galleria fotografica

### CD bonus per il Nord America
1. Don't Hang Up – 4:02 B. Spears, B. Kierulf, J. Schwartz
2. The Answer – 3:52 R. Leslie, S. 'P. Diddy' Combs
3. Toxic (Lenny Bertoldo Radio Mix) – 3:32 C. Dennis, C. Karlsson, P. Winnberg, H. Jonback
4. Me Against the Music feat. Penelope Magnet (Bloodshy & Avant's Chix Mix) – 5:16 B. Spears, C. 'Tricky' Stewart, T. 'Trab' Nxhereanye, P. Magnet, T. Nash, G. O'Brien

### CD bonus per Europa, Asia, Australia e America Latina
1. I've Just Begun (Having My Fun) – 3:24 B. Spears, M. Bell, C. Karlsson, P. Winnberg, H. Jonback
2. Girls and Boys – 3:41 Linda Perry
3. Toxic (Lenny Bertoldo Radio Mix) – 3:32 C. Dennis, C. Karlsson, P. Winnberg, H. Jonback
4. Me Against the Music feat. Penelope Magnet (Bloodshy & Avant's Chix Mix) – 5:16 B. Spears, C. 'Tricky' Stewart, T. 'Trab' Nxhereanye, P. Magnet, T. Nash, G. O'Brien

## Classifiche e certificazioni
| Chart                                | Provider(s)    | Peak position | Certification | Sales/ shipments |
| ------------------------------------ | -------------- | ------------- | ------------- | ---------------- |
| U.S. Billboard Top Music Video Sales | Billboard/RIAA | 1             | Platinum      | 100,000+         |
| Mexican Music Video Chart            | AMPROFON       | 6             | Gold          | 10,000+          |